# Фиала

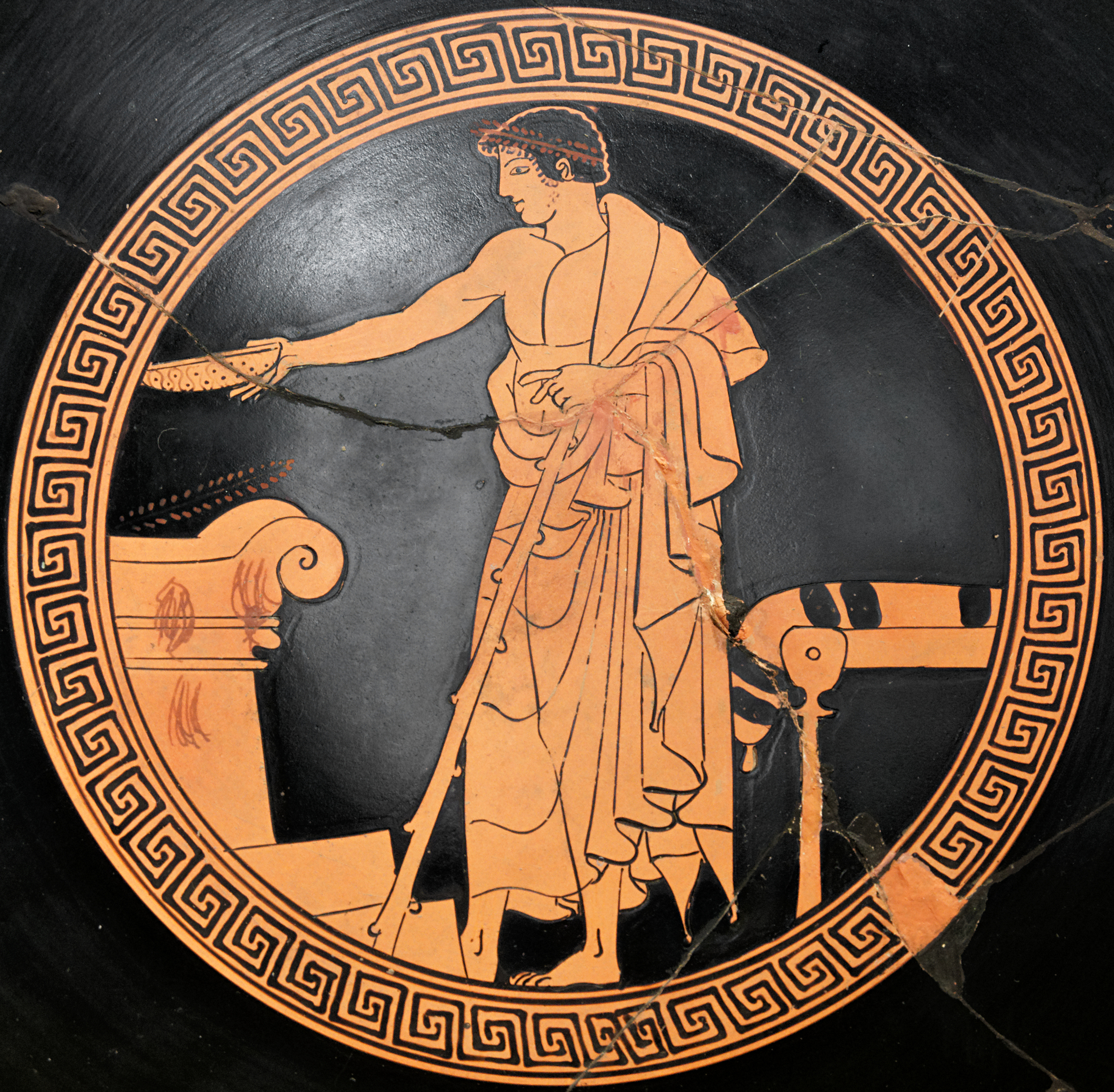
Юноша подносит дары в фиале к алтарю. Краснофигурная вазопись. Работа вазописца Макрона. Ок. 480 г. до н. э., Лувр

Фиа́ла, фиал (др.-греч. ἡ φιάλη) — в Древней Греции плоская жертвенная чаша без ручек, использовавшаяся также в быту. Стенки чаши довольно тонкие, посередине плоского дна размещается выпуклость, называемая умбон или омфал. Умбон служил для более прочного захвата чаши во избежание её выскальзывания из рук. Возможно, глиняные чаши заимствовали свою форму у металлических сосудов. В течение времени форма фиалы значительно не изменялась. Наиболее часто встречаются чернолаковые фиалы, обыкновенно их украшали тиснением.
Фиалы преподносились в качестве даров, о чём свидетельствуют многочисленные изображения на древнегреческих вазах. Эта традиция была продолжена в других культурах — древними римлянами, которые использовали в религиозных обрядах патеры.